# 😅
😅（统一码：U+1F605），正式名称为“带冷汗的咧嘴笑脸”（Smiling Face with Open Mouth and Cold Sweat），在中文地区也戏称作“流汗黄豆”等，是一个Emoji表情，2010年被Unicode 6.0引入Unicode。

## 使用
此表情符号原本用以表示紧张或不适，也常用来表达“虚惊一场”的情绪。在簡體中文互联网中，最初用于传达“不好意思”“冷汗”和“尴尬”等情绪，但后来逐渐演变出讽刺意味，用以表达“无语”“差不多得了”或阴阳怪气等贬义态度。

## 评价
一些网友认为，在不适宜的环境下使用该表情可能会使人反感，也有人认为该表情可以用于抒发个人负面情感。

## 外部連接
- Emojipedia上关于😅的资料 （页面存档备份，存于）